# Lars Björck
Lars Björck, född som Lars Björk  6 augusti 1884 i Lövestad, Malmöhus län, död 14 augusti 1926 i Danderyd, var en svensk filmproducent, biografägare, skådespelare och regissör. Han var bror till direktören Carl P. York.. Var från början anställd vid Svenska Bio där han var filmchef närmast underställd Charles Magnusson. Han ledde 1911 de inspelningar som ägde rum under en utlandsturné och som resulterade i några spelfilmer. Han bröt sig ur från Svenska Bio och bildade vid årsskiftet 1915-16 uthyrningsfirman Skandinavisk Filmcentral. Genom sina goda USA-kontakter blev han en besvärande konkurrent. Han byggde upp en egen biografkedja Palladium som stod för några av 10-talets största och vackraste biopalats. Han utvecklade därefter Skandinavisk Filmcentral till ett fullt integrerat filmindustriföretag och började egen filmproduktion 1919 med inspelningar i Danmark i ateljéer i Hellerup utanför Köpenhamn. Produktionen skedde under varunamnet Palladiumfilm. Verksamheten hade högtflygande planer och man knöt till sig en rad prestigefyllda namn som Hjalmar Bergman, Gustaf Molander, Anders de Wahl, Carl Barcklind m fl. I realiteten blev det hela ett gigantiskt misslyckande. Enligt Leif Furhammar bidrog personliga misshälligheter till detta. I december 1921 begärdes Skandinavisk Filmcentral i konkurs och trots försök att rekonstruera firman som aktiebolag  tog det hela slut 1922 då hela verksamheten införlivades med Svensk Filmindustri. 
Han grundade 1924 Filmindustri AB Triumvirfilm i kompanjonskap med Carl Fritiof Anderson.

## Filmografi

### Produktioner
- 1923 – Hälsingar
- 1924 – Folket i Simlångsdalen
- 1924 – Flickan från Paradiset
- 1924 – Carl XII:s kurir
- 1925 – Skärgårdskavaljerer

### Regissör
- 1912 – Laban Petterkvist tränar till Olympiska spelen

### Roller
- 1911 – Opiumhålan
- 1912 – Agaton och Fina

### Fotnoter
1. ↑  ”Lars Björck”. Svensk Filmdatabas. http://sfi.se/sv/svensk-filmdatabas/Item/?type=PERSON&itemid=57466&ref=%2ftemplates%2fSwedishFilmSearchResult.aspx%3fid%3d1225%26epslanguage%3dsv%26searchword%3dLars+Bj%C3%B6rck%26type%3dPerson%26match%3dBegin%26page%3d1%26prom%3dFalse. Läst 14 oktober 2012.
2. ↑  ”Lars Björck”. IMDb.com. http://www.imdb.com/name/nm0084902/. Läst 14 oktober 2012.